# Igor Akhremtjik
Igor Vladimirovitj Akhremtjik (på russisk: Игорь Владимирович Ахремчик) (18. oktober 1933 - 1990) var en russisk roer fra Sankt Petersborg.
Akhremtjik vandt en bronzemedalje for Sovjetunionen ved OL 1960 i Rom i disciplinen firer uden styrmand, sammen med Jurij Batjurov, Valentin Morkovkin og Anatolij Tarabrin. Den sovjetiske båd sikrede bronzemedaljen efter en finale, hvor USA vandt guld, mens Italien fik sølv. Det var det eneste OL han deltog i.
Akhremtjik vandt desuden en EM-sølvmedalje i firer uden styrmand ved EM 1961 i Prag.

## OL-medaljer
- 1960:  Bronze i firer uden styrmand